# Vladímir Poliakov
Vladímir Poliakov (Unión Soviética, 17 de abril de 1960) es un atleta soviético retirado especializado en la prueba de salto con pértiga, en la que ha conseguido ser subcampeón europeo en 1982.

## Carrera deportiva
En el Campeonato Europeo de Atletismo de 1982 ganó la medalla de plata en el salto con pértiga, con un salto de 5.60 metros, siendo superado por su compatriota Aleksandr Krupski y por delante del búlgaro Atanas Tarev.
Al año siguiente, en el Campeonato Europeo de Atletismo en Pista Cubierta de 1983 ganó el oro en la misma prueba, con un salto por encima de 5.60 metros, superando a su compatriota soviético Aleksandrs Obižajevs  y al francés Patrick Abada.